# Lhasa
Lhasa (tyb. ལྷ་ས, Wylie: lha-sa, ZWPY: Lhasa; chiń. upr. 拉萨; chiń. trad. 拉薩; pinyin Lāsà) – stolica i największe miasto Tybetańskiego Regionu Autonomicznego. Centrum polityczne, ekonomiczne i kulturalne regionu, jak też największa atrakcja turystyczna zachodnich Chin.
W 2010 roku liczba mieszkańców miasta (utożsamianego z dzielnicą Chengguan) wynosiła 279 074, zaś cała prefektura miejska liczyła 559 423 mieszkańców. Lhasa wg oficjalnych danych jest zamieszkana głównie przez Tybetańczyków (91,83%), zaś wg prasy niepodległościowej 60–70% mieszkańców stanowią Chińczycy.

## Historia

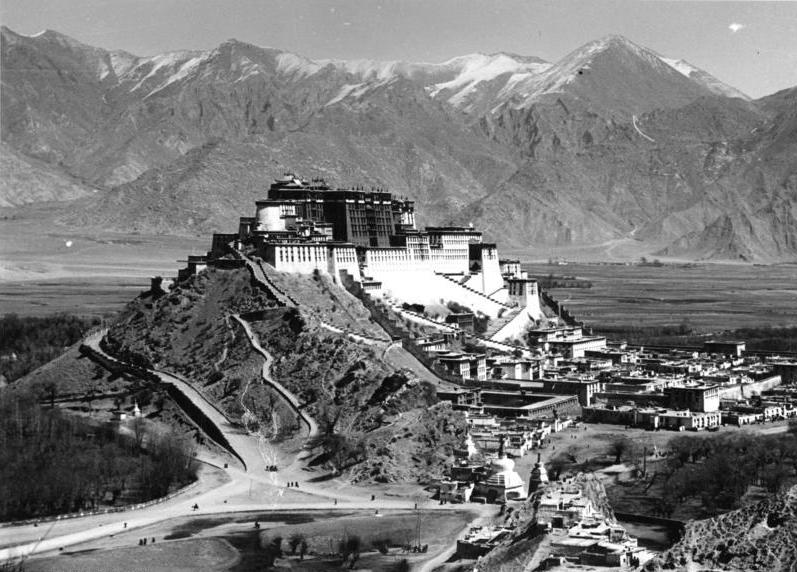
Lhasa w 1938 r.

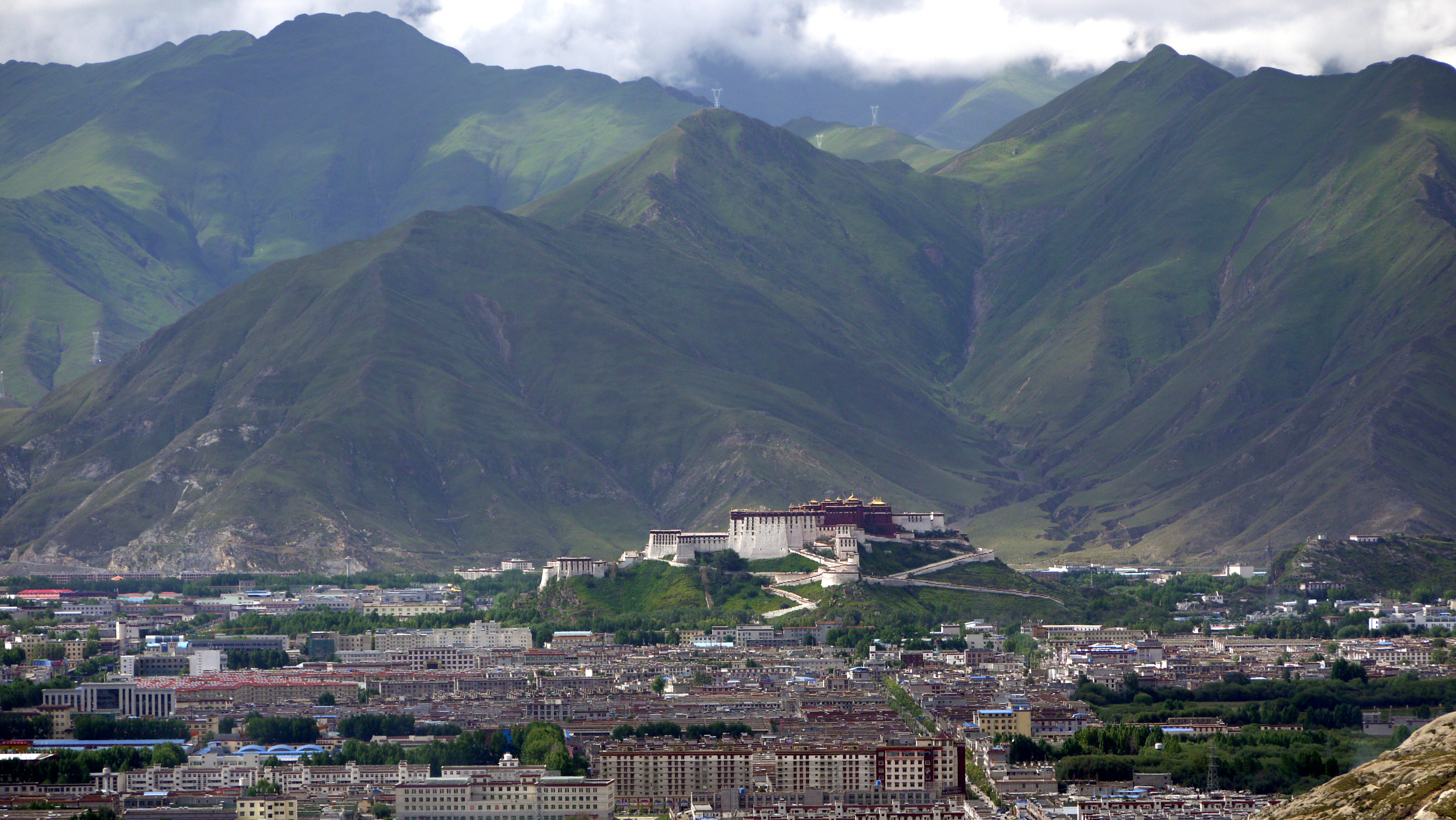
Lhasa w 2011 r.

### Wczesna historia
W połowie VII wieku Songcen Gampo, władca Imperium tybetańskiego przeniósł stolicę swojego państwa do Lhasy. W 637 roku na wzgórzu Marpori wybudował pałac (w jego miejscu w XVII wieku zbudowano obecny Pałac Potala). Po zawarciu małżeństw z nepalską księżniczką Bhrikuti oraz chińską Wencheng król przeszedł na buddyzm. W kolejnych latach wybudowano klasztory Ramocze i Dżokhang. Po śmierci króla w kolejnych dziesięcioleciach stolica uległa wielu zniszczeniom w wyniku działań wojennych, zaś po śmierci ostatniego władcy z dynastii, nastąpiło rozbiciu dzielnicowe i Lhasa przestała być centrum politycznym Tybetu. Na początku XV wieku uczony buddyjski Congkhapa i jego uczniowie założyli klasztory Ganden, Drepung i Sera. W połowie XVII wieku Dalajlama Lobsang Gjaco przeniósł centrum administracyjne do Lhasy. W 1645 roku rozpoczął on budowę Pałacu Potala. Część o nazwie „Biały Pałac” została ukończona w 1648 roku, zaś „Czerwony Pałac” został dobudowany w 1694 roku już po jego śmierci. W 1717 roku miasto zostało złupione przez Mongołów z chanatu dżungarskiego. W latach 1707–1745 w Lhasie działali misjonarze z Zakonu Braci Mniejszych Kapucynów, zaś w okresie od 1716 roku do 1721 roku w mieście działalność misyjną prowadził jezuita Ippolito Desideri, jeden z pierwszych europejskich badaczy kultury tybetańskiej. W 1755 roku wybudowano Pałac Norbulingka, który został letnią rezydencją władców. Rozbudowywany w kolejnych stuleciach pałac osiągnął liczbę 374 pokojów.

### XX-XXI wiek
Na przełomie XIX i XX wieku do Lhasy przybył rosyjski podróżnik Gonbodżab Cybikow, który jako pierwszy sfotografował miasto, jak też opisał ją w swoim dzienniku wydanym w 1903 roku. Dziesięciotysięczna stolica Tybetu (jak szacował Cybikow) miała być zamieszkana w 2/3 przez kobiety, a obok rodowitych Tybetańczyków zamieszkiwali w niej Chińczycy, Kaszmirczycy oraz Nepalczycy. Na początku sierpnia 1904 roku w wyniku brytyjskiej ekspedycji do Tybetu do Lhasy wkroczyły wojska brytyjskie, które po podpisaniu porozumienia opuściły miasto we wrześniu tego samego roku. W 1910 roku do miasta weszły wojska chińskie, jednakże po rewolucji Xinhai i upadku dynastii Qing, zostały wycofane w 1912 roku. Po tych wydarzeniach w latach 1912–1950 Lhasa była stolicą praktycznie niezależnego Tybetu, jednakże na arenie międzynarodowej w dalszym ciągu uznawano zwierzchnictwo Chin. Po wkroczeniu wojsk chińskich w 1950 roku do Tybetu i podpisaniu porozumienia w 1951 roku, Lhasa stała się centrum administracyjnym nowego chińskiego regionu, zaś od 1965 roku stolicą Tybetańskiego Regionu Autonomicznego. Zarówno powstanie tybetańskie w 1959 roku, jak też rewolucja kulturalna trwająca w latach 1966–1976 spowodowała znaczne straty zarówno w ludności, jak też w zabudowie miasta. W następnych dziesięcioleciach w mieście wybuchały zamieszki, największe w 1989 roku oraz w 2008 roku.
W 1985 roku w dzielnicy Chengguan utworzono Uniwersytet w Tybecie, znacznie powiększony w 1999 roku poprzez połączenie z innymi lokalnymi szkołami. Także w tym roku utworzono w centrum prefektury (niedaleko Pałacu Potala) rezerwat przyrody Lalu Wetlands (potocznie zwany Lung of Lhasa) o powierzchni 12,2 km².
Wraz z gwałtownym wzrostem gospodarczym Chin w XXI wieku, zaczęto znacznie rozbudowywać infrastrukturę: w 2006 roku wraz z uruchomieniem pierwszej linii łączącej Tybetański Region Autonomiczny z resztą Chin, a dokładniej z miastem Xining w prowincji Qinghai, oddano do użytku nowy dworzec kolejowy w Lhasie oraz w Damxung, w 2007 roku uruchomiono elektrownie wodną Zhikong, w tym samym roku otwarto most Liuwu nad rzeką Lhasa o długości 1,66 km łączący centrum miasta z dworcem kolejowym, w 2011 roku oddano do użytku drogę ekspresową z centrum Lhasy do Portu lotniczego Lhasa-Gonggar, w 2013 roku uruchomiono kolejną elektrownię wodną Pondo oraz ukończono most Nachen o długości 1,28 km łączący wschodnią część centrum z drogą ekspresową G318. Ponadto w 2014 roku ukończono budowę jednego z najwyżej położonych stadionów na świecie – Lhasa Stadium o pojemności 20000 widzów.
W najbliższych latach Lhasę czekają znaczne zmiany z uwagi na zapowiedzi rządu chińskiego, który ogłosił, że planuje do 2020 roku ograniczyć populację prefektury do 500 000 osób.

## Geografia i klimat

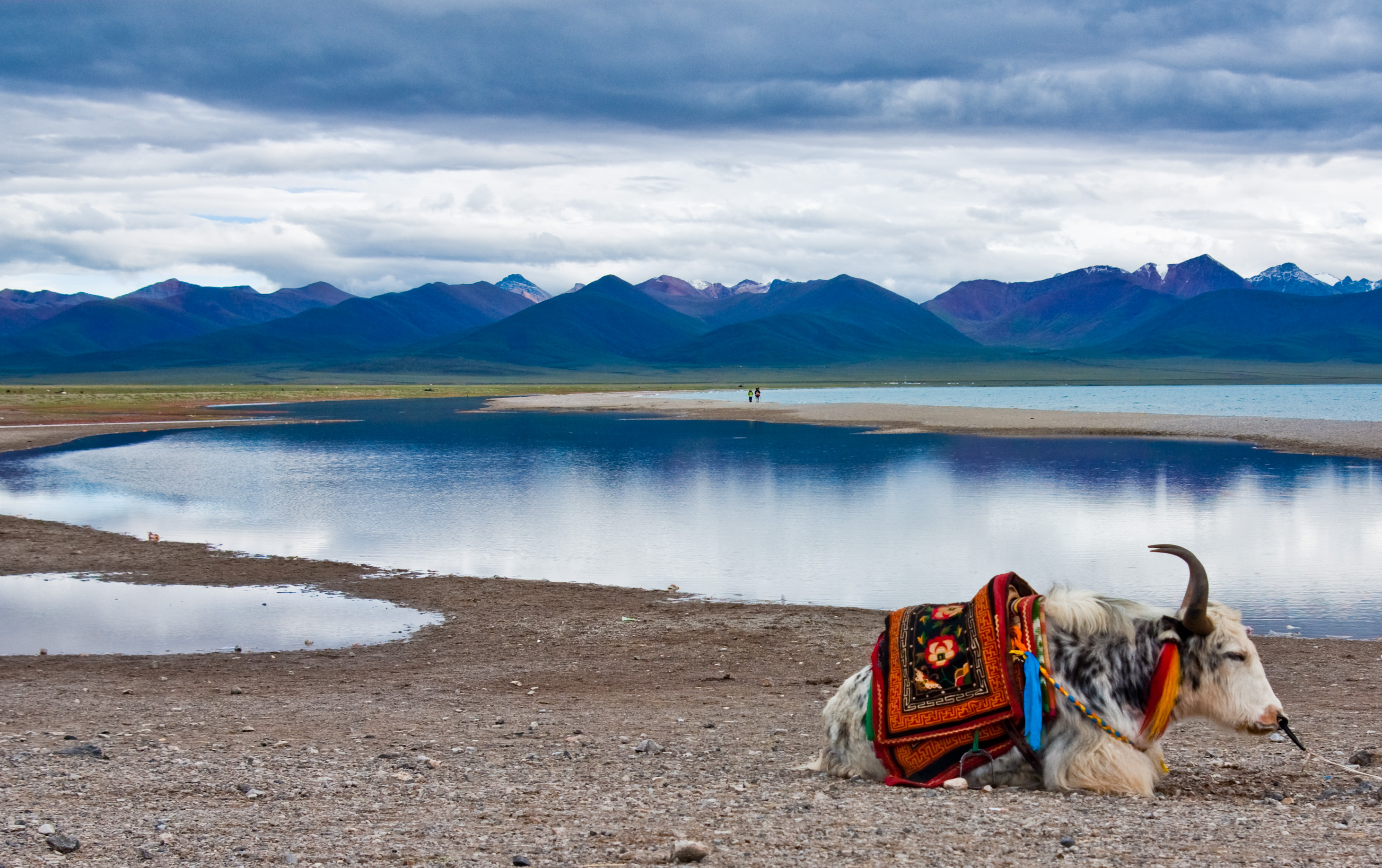
Jezioro Nam Co

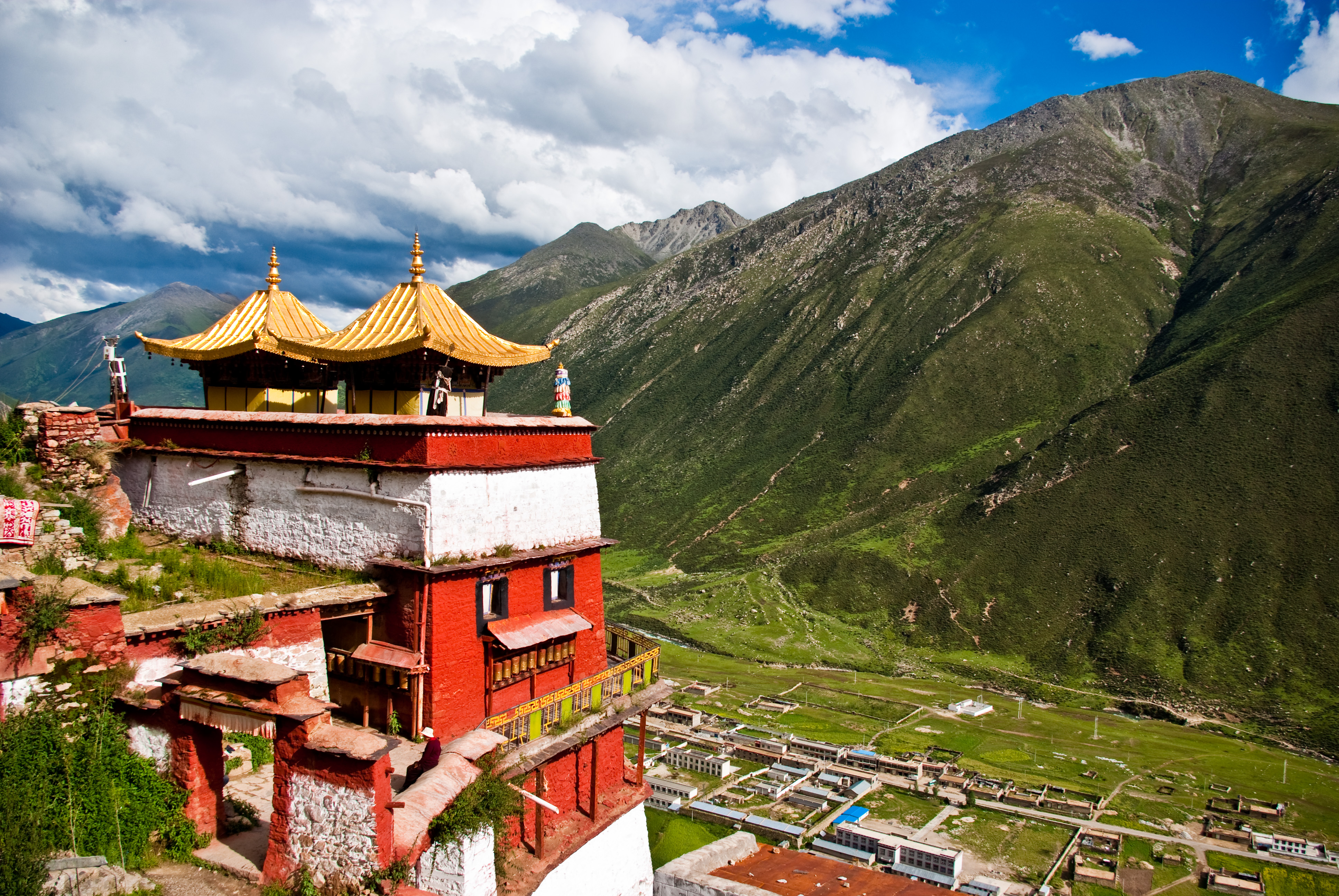
Widok z klasztoru Drigung Til

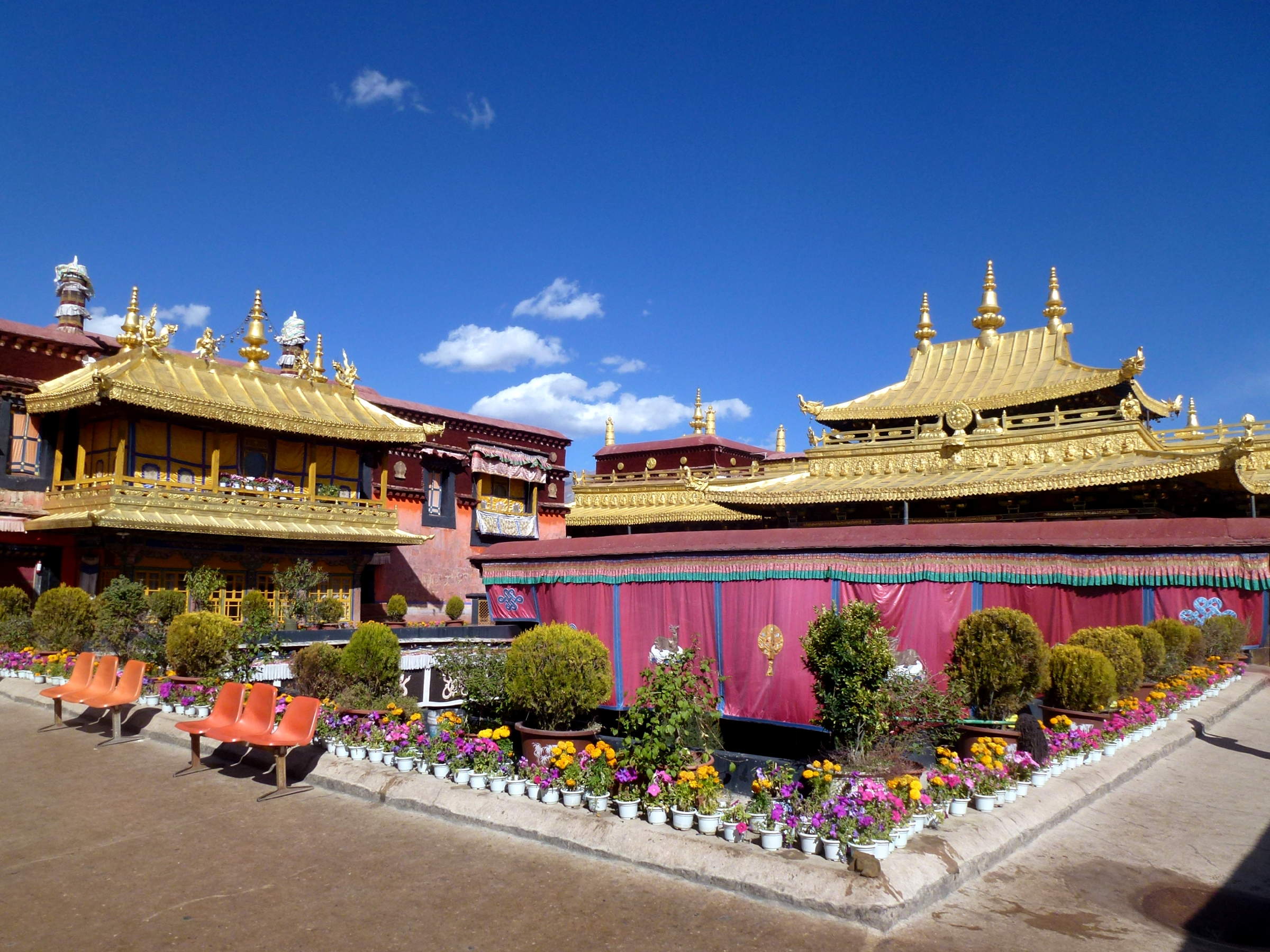
Klasztor Dżokhang

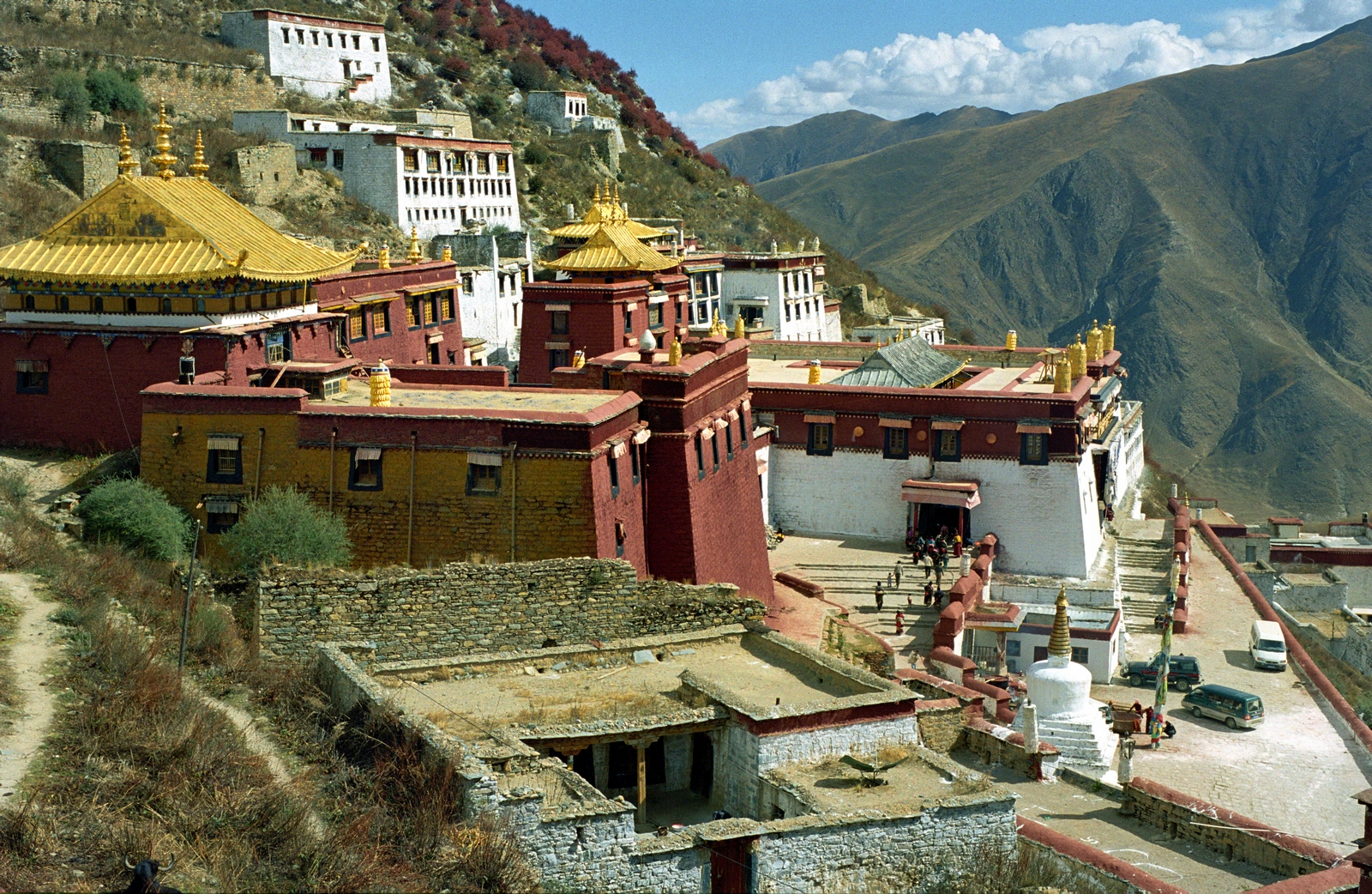
Klasztor Ganden

Lhasa jest położona w południowej części Wyżyny tybetańskiej na wysokości 3650 m n.p.m. Całość prefektury miejskiej ma powierzchnię 29,518 km². Graniczy z prefekturami: od północy z Nagqu, od zachodu z Xigazê, od południa z Shannan, zaś od wschodu z Nyingchi. Przez południową część miasta płynie rzeka Lhasa, jeden z dopływów rzeki Brahmaputra. W powiecie Lhünzhub znajduje się strefa ochrona żurawi czarnoszyich o powierzchni 96 km², do której co roku migruje na okres zimowy ponad 1000 ptaków tego gatunku. Przez północne powiaty rozciągają się góry Nienczen Tangla z najwyższym szczytem o wysokości 7182 m n.p.m. Na północ od tych gór znajduje się największe jezioro Tybetańskiego Regionu Autonomicznego – Nam Co, którego połowa leży w powiecie Damxung. Także w tym powiecie znajdują się źródła termalne o powierzchni około 7000 m².
| Miesiąc                                      | Sty   | Lut  | Mar  | Kwi  | Maj  | Cze  | Lip   | Sie   | Wrz  | Paź  | Lis  | Gru  | Roczna                                                  |
| -------------------------------------------- | ----- | ---- | ---- | ---- | ---- | ---- | ----- | ----- | ---- | ---- | ---- | ---- | ------------------------------------------------------- |
| Średnie temperatury w dzień [°C]             | 6,9   | 9,0  | 12,1 | 15,6 | 19,3 | 22,7 | 22,1  | 21,1  | 19,7 | 16,3 | 11,2 | 7,7  | 15,3                                                    |
| Średnie temperatury w nocy [°C]              | -10,1 | -6,8 | -3,0 | 0,9  | 5,0  | 9,3  | 10,1  | 9,4   | 7,5  | 1,3  | -4,9 | -9,0 | 0,8                                                     |
| Opady [mm]                                   | 0,5   | 0,7  | 2,0  | 5,2  | 26,6 | 72,3 | 119,4 | 122,6 | 58,3 | 10,2 | 1,7  | 1,0  | 35,0                                                    |
| Średnia liczba dni z opadami                 | 0,2   | 0,2  | 0,5  | 1,3  | 5,3  | 9,6  | 14,8  | 15,3  | 10,0 | 2,3  | 0,4  | 0,2  | Błąd w wyrażeniu: nierozpoznany znak interpunkcyjny „.” |
| Źródło: Światowa Organizacja Meteorologiczna |       |      |      |      |      |      |       |       |      |      |      |      |                                                         |

## Podział administracyjny
Prefektura miejska Lhasa podzielona jest na:
- 3 dzielnice: Chengguan, Doilungdêqên, Dagzê
- 5 powiatów: Damxung, Lhünzhub, Maizhokunggar, Nyêmo, Qüxü.

| Chengguan Doilungdêqên Dagzê Damxung Qüxü Nyêmo Lhünzhub Maizhokunggar |                  |                    |                            |
| Nazwa                                                                  | Populacja (2010) | Powierzchnia (km²) | Gęstość zaludnienia (/km²) |
| Dzielnica Chengguan                                                    | 279,074          | 525                | 531.56                     |
| Dzielnica Doilungdêqên                                                 | 52,249           | 2,672              | 19.55                      |
| Dzielnica Dagzê                                                        | 26,708           | 1,361              | 19.62                      |
| Powiat Damxung                                                         | 46,463           | 10,234             | 4.54                       |
| Powiat Lhünzhub                                                        | 50,246           | 4,100              | 12.25                      |
| Powiat Maizhokunggar                                                   | 44,674           | 5,492              | 8.13                       |
| Powiat Nyêmo                                                           | 28,149           | 3,266              | 8.61                       |
| Powiat Qüxü                                                            | 31,860           | 1,624              | 19.61                      |
| Razem                                                                  | 559,423          | 29,274             | 19.11                      |

## Gospodarka
Największym pracodawcą w mieście jest fabryka dywanów, zatrudniająca około 300 pracowników. Produkuje ona tradycyjne tybetańskie dywany, które są eksportowane na cały świat. Znajduje się tutaj także najwyżej położony na świecie komercyjny browar, należący do Carlsberg Group – Lhasa Brewery. Znaczne dochody miasto uzyskuje z turystyki, jak też z wyrobu rękodzieła. Na terenie prefektury znajdują się liczne kopalnie, m.in. złota, srebra, miedzi i molibdenu, jednakże często dochodzi do protestów lokalnych mieszkańców przeciwko skażeniom źródeł wody pitnej przez kopalnie. Na terenach wiejskich gospodarka opiera się głównie na hodowli zwierząt (m.in. jaka) i uprawie rolnictwa, przede wszystkim jęczmienia górskiego (głównego zboża Tybetu, zajmującego 60 procent całości upraw w regionie). Ponadto w Yangbajain znajduje się geotermalna elektrownia o mocy 25,18 MW, zaś na rzece Lhasa znajdują się dwie elektrownie wodne – Zhikong o mocy 100 MW oraz Pondo o mocy 160 MW.

## Transport
Od wschodu na zachód przez miasto przebiega droga ekspresowa G318, która jest najdłuższą tego typu drogą w Chinach. Liczy ona 5476 km i biegnie od Szanghaju do Zhangmu, przy granicy z Nepalem. Od centrum prefektury na północ, aż do Pekinu prowadzi licząca 3091 km droga ekspresowa G109. Odcinki obu powyższych dróg są częścią Asian Highway Network. Ponadto od dworca kolejowego Lhasa do Portu lotniczego Lhasa-Gonggar w prefekturze Shannan, można dojechać otwartą w 2011 drogą ekspresową o długości 37,8 km.

### Transport kolejowy
Od stacji kolejowej Lhasa aż do miasta Xining w prowincji Qinghai, biegnie licząca 1956 km linia kolejowa Qinghai-Tybet. Pociągi zatrzymują się także na stacji w powiecie Damxung. Ponadto w kierunku zachodnim, do Xigazê – drugiego pod względem wielkości miasta w regionie prowadzi otwarta w 2014 roku nowa linia kolejowa o długości 253 km. W lipcu 2017 roku rozpoczęto pracę nad drugą linią kolejową łączącą Tybetański Region Autonomiczny z resztą Chin. Ma ona biec z Lhasy, przez Nyingchi do Chengdu w prowincji Syczuan. Trasa ma liczyć około 1700 km.
W 2016 miejska sieć autobusowa liczyła 34 linie i obsługiwało ją 487 autobusów.

## Atrakcje
- Pałac Potala
- Pałac Norbulingka
- Klasztor Ramocze
- Klasztor Dżokhang
- Klasztor Sera
- Klasztor Ganden
- Klasztor Drepung
- Klasztor Tsurphu[32]
- Klasztor Drigung Thil[33]

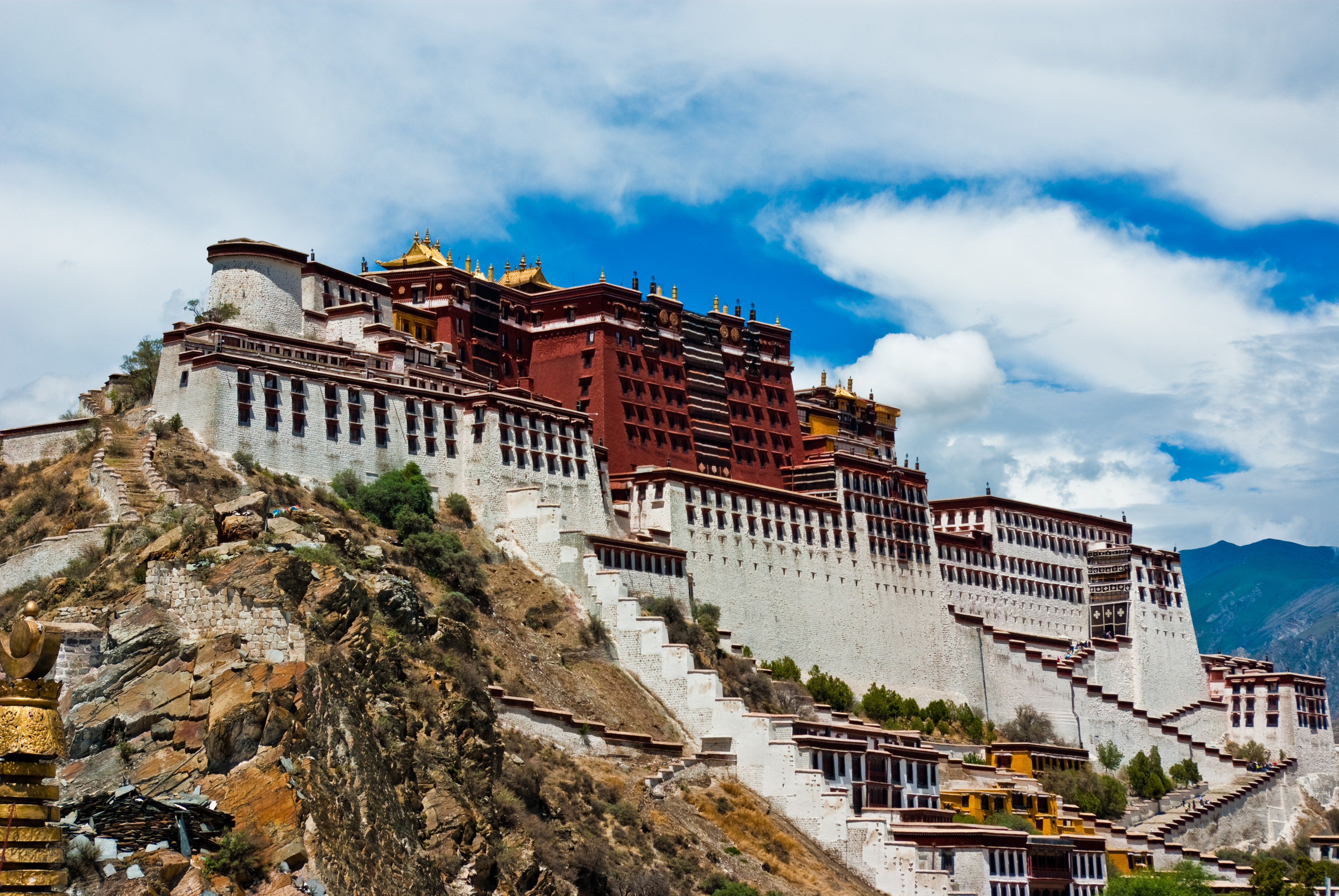
Pałac Potala

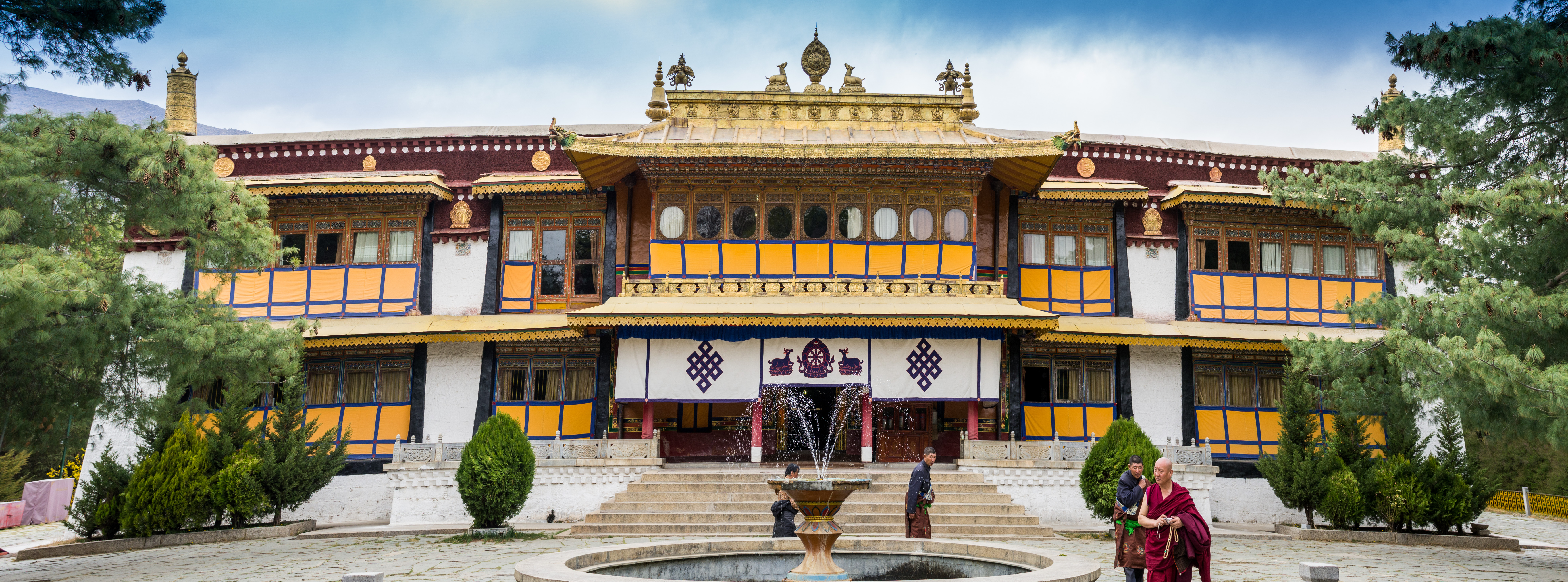
Pałac Norbulingka

- Ruiny klasztoru Yerpa wraz z jaskiniami użytkowanymi przez mnichów do medytacji[34]
- Tibet Museum[35]
- Źródło termalne w Yangpachen[36]
- Jezioro Nam Co